# Масик, Владимир Ильич
Владимир Ильич Масик (7 июня 1917, Екатеринослав — 12 сентября 1996, Киев) — украинский график и живописец. Заслуженный художник Украинской ССР (1977).

## Обучение
В 1918 году семья, в которой было тринадцать детей (шесть родных и семь приёмных), переехала в Конотоп (ныне в Сумской области). Здесь Владимир Масик окончил семилетку, училище при паровозовагоноремонтном заводе и начал работать столяром-модельником.
В годы учёбы он начал посещать художественную студию Конотопского железнодорожного клуба. Занятия там проводили художники Александр Гофман и Владимир Заболотный.
В 1934 году на выставке студийцев в Чернигове была приобретена работа В.В. Масика « В литейном цехе».
В 1935 году Масик поступил сразу на второй курс Днепропетровского художественного техникума. Здесь он учился у художника-реалиста М. Панина и педагогов П. Алехина, В. Корнева, Э.В. Сагайдачного. Вместе с ним учились также два родных брата.
В 1939 году Масик поступил в Харьковский художественный институт, откуда через четыре месяца был призван в ряды Красной армии.
В 1950 году Масик окончил Киевский художественный институт, где учился у мастеров кисти Михаила Шаронова и Карпа Трохименко.

## На фронте
Летом 1941 года, окончив по ускоренной программе Владимирское пехотное училище, В.А. Масик попал на фронт. В 1942 году в боях под Орлом он был тяжело ранен.
Награждён орденом Красной Звезды и медалями.
В 1943 году В. Масик был демобилизован как инвалид войны. Сразу в Конотопе в заводском клубе была организована первая персональная выставка его фронтовых зарисовок.

## Деятельность
После окончания Киевского художественного института в 1950-х годах В. Масик некоторое время работал директором училища декоративно-прикладного искусства в Киеве, затем полностью посвятил себя творчеству.
Немало путешествовал по Прибалтике, Кавказу, Крыму, Карпатам, создав большое количество пейзажей. Делал иллюстрации, работал над созданием экслибрисов и различных эстампных техник.

## Творчество
Владимир Масик работал в жанре живописи и графики, в частности книжной иллюстрации, работал над созданием экслибрисов и разнообразных эстампных техник.
В 1970—1980-е годы создал серию пейзажей Киевщины, Прибалтики, Крыма, Карпат и Кавказа, выполненных темперой и пастелью.

### Произведения
- «Новый дом в Косово» (1960 р.),
- «Этого нельзя забыть» (1967—1975 гг.),
- Первый снег (1993) р.),
- «Лунная ночь в Триполье» (1963),
- «Седня. Шевченковская липа» (1980),
- «На реке Снов» (1986, 1982),
- серии по мотивам стихов Тараса Шевченко (1961—1963 гг.) «Перебенье», «Ревет и стонет Днепр широкий», «Садок вишневый у дома», «Светает, край неба пылает»,
- серии «Шевченковскими местами», «Т. Г. Шевченко и его поэзия»,
- многочисленные иллюстрации к книгам, более 120 экслибрисов.

Активно участвовал в создании экспозиции выставки «Архитектурный ансамбль Киево-Печерского историко-культурного заповедника» .

### Выставки
Всеукраинские (с 1954 г.), всесоюзные (с 1958 г.), зарубежные (с 1963 р.).
Владимир Масик принял участие более чем в 400 выставках на Украине и почти в 100 за рубежом, а также устроил более 70 персональных.
Произведения художника находятся в Государственной Третьяковской галерее и многих художественных музеях Украины.

## Награды
Заслуженный художник Украинской ССР (1977)

## Семья
- Первая жена Любовь Масик (внучка Ильи Репина, умершая в 1950)
- Сыновья: Александр Владимирович Масик (род. 1947) — украинский художник и Дмитрий Владимирович Масик (род. 1952 от второго брака)[2] .

## Смерть
Владимир Масик скончался 12 сентября 1996 года в Киеве.